# Calamagrostis alaica
Calamagrostis alaica är en gräsart som beskrevs av Dmitrij Litvinov. Calamagrostis alaica ingår i släktet rör, och familjen gräs. Inga underarter finns listade i Catalogue of Life.